# Університетська-3
Університетська-3 — одна з найважливіших стоянок новокам'яної доби у місті Вороніж, розташована в заплаві лівого берега річки Вороніж, що містить чітко стратифіковані культурні шари. Стоянка є важливою у виділенні середньодінської та карамишевської культур.
Важливими є нижній шар — світла супесь у основі дюни, а також нижній горизонт середнього шару, що містять новокам'яний матеріал.
У верхній частині нижнього шару виявлено дві ями побутового призначення. Перша яма з залишками вертикальних стовпів й плах, що утворюють прямокутник розміром 2,3 X 1,2 м; друга яма розміром 2,0X 1,1 м з подібною конструкцією стін. Арсен Синюк інтерпретує їх як споруди для зберігання продуктів. Споруда датована 3250-3000 роками до Р. Х..
За орнаментації й технологічним ознаками кераміка розділена Арсеном Синюком на чотири групи:
- I — накільчасто-гребінцева,
- II — ямкова,
- III — накільчасто-ямкова,
- IV — гребінчасто-ямкова.

У нижньому шарі представлені посудини першої групи з рослинної домішкою у тісті, з конічним дном і прямими стінками, штриховані по внутрішньої і зовнішньої поверхні, орнамент у вигляді трикутників виконаний наколами. Кам'яна індустрія зберігає середньокам'яні риси.
Посудини другої групи тонкостінні, з домішкою дрібного піску діаметром близько 20 см, орнамент типовий — ямки в поєднанні з відбитками гребінки, «перлини» під краєм, орнаментований зріз. Ямки мають різну форму й нанесені у «відступаючій» або скорописній манері, що вказує на схожість з першою групою. Третя група судин приурочена до середнього шару. Вони містять домішки піску, поверхня штрихованої, в орнаменті накольчасто- й округло-ямкових елементів. При змінах кераміки типи знарядь залишаються стабільними. На думку Арсена Синюка, матеріали фіксують проникнення в пізньому неоліті в Середнє Подоння білевсько-деснянських племен.

## Джерело
- Новый каменный век. Археология СССР. Том 4 — Москва